# Vespa bellicosa
Vespa bellicosa (лат.) — вид шершней.

## Описание
Длинна рабочего — 30 мм, самца — 35 мм, матки — 40 мм. Размах крыльев до 50 мм. Голова полностью чёрная. Грудь также почти полностью чёрная. Брюшко жёлтое с тонкими чёрными полосками. Обитает Vespa bellicosa в Малайзии (Саравак) и в Индонезии (Суматра, Калимантан).

## Образ жизни

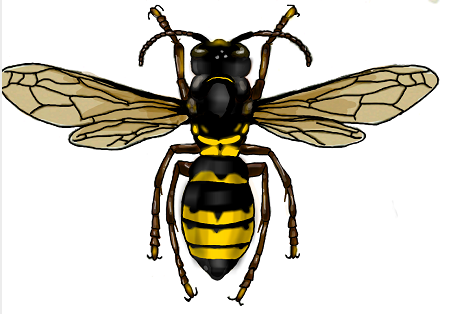

Обитает во влажных тропических лесах. Гнёзда строят над деревьях. Имаго питаются нектаром и древесным соком. А личинки насекомыми которых ловят рабочие.